# Göran Söllscher
Göran Olof Söllscher, född 31 december 1955 i Växjö, är en svensk klassisk gitarrist och professor.

## Biografi
Göran Söllscher är son till Bernt och Laila Söllscher. Han studerade till 1977 vid Malmö musikhögskola, och till 1979 vid Köpenhamns musikkonservatorium, och hade då bland andra Per-Olof Johnson som lärare. 
Söllscher fick sitt genombrott i Paris 1978 då han vann den franska radions gitarrtävling, och räknas som en av världens främsta gitarrister. Han är känd för att spela barockmusik (av bland andra Bach) som transkriberats till den 11-strängade altgitarren som konstruerats och byggts av Georg Bolin. 
Han har gjort ett flertal skivinspelningar för Deutsche Grammophon. Han har undervisat vid Musikhögskolan i Malmö (Lunds universitet) som adjungerad professor sedan 1993 och ordinarie professor sedan 2002.

## Priser och utmärkelser
- 1980 – Svenska grammofonpriset
- 1981 – Svenska grammofonpriset
- 1988 – Sydsvenska Dagbladets kulturpris
- 1990 – Hedersledamot av Kalmar nation
- 1992 – Ledamot nr 874 av Kungliga Musikaliska Akademien
- 2005 – Grammis för The Renaissance album i kategorin "Årets klassiska solo"
- 2007 – Litteris et Artibus
- 2020 – Simrishamns kommuns kulturpris